# Oxytropis fetida
Oxytropis fetida là một loài thực vật có hoa trong họ Đậu. Loài này được (Vill.) DC. miêu tả khoa học đầu tiên.